# Жук Антоніна Петрівна
Антоніна Петрівна Кривобогова (у шлюбі — Антоніна Жук; 11 жовтня 1986, Сєвєродонецьк, Українська РСР, СРСР) — українська волейболістка, діагональний нападник.

## Із біографії
Вихованка сєвєродонецької ДЮСШ № 2. 1998 року в місті була сформована професіональна волейбольна команда. Її очолив Геннадій Кунджапов, а в основі грали школярки Ганна Піддубна, Марина Марченко, Віра Юрченко і Антоніна Кривобогова. У першому сезоні «Сєвєродончанка» виграла турнір команд другої ліги, а через рік — була найсильнішою у першій лізі. З 2001 року почала виступати за черкаський «Круг». У сезоні 2004/2005 її команда зробила дубль на внутрішній арені: здобула перемоги в чемпіонаті і кубку України.
Потім захищала кольори грецького «Маркопуло», російського «Протона» і низки турецьких клубів. Майстер спорту України.
2017 року повернулася до лав «Сєвєродончанки», але по завершенні сезону команда була розформована. Надалі грала за рівненську «Регіну» і запорізьку «Орбіту». 2021 року завершила ігрову кар'єру і вирішила працювати в ДЮСШ Сєвєродонецька.
У сезоні 2022/2023 — граючий тренер «Регіни» з Рівного.

## Клуби
| Команди                          | Роки      |
| -------------------------------- | --------- |
| «Сєвєродончанка»                 | 1998—2001 |
| «Круг» (Черкаси)                 | 2001—2005 |
| «Емлак ТОКІ» (Анкара)            | 2005—2007 |
| «Маркопуло»                      | 2007—2008 |
| «Анкарагюджю» (Анкара)           | 2008—2010 |
| «Ереглі Беледіє» (Конья)         | 2010—2012 |
| «Протон» (Балаково)              | 2012—2013 |
| «Ереглі Беледіє» (Конья)         | 2012—2013 |
| «Ідманоджагі» (Трабзон)          | 2013—2014 |
| «Сєвєродончанка»                 | 2017—2018 |
| «Регіна-МЕГУ-ОШВСМ» (Рівне)      | 2018—2020 |
| «Орбіта-ЗНУ-ЗОДЮШ» (Запоріжжя)   | 2020—2021 |
| «Регіна-МЕГУ-ОШВСМ-КОСЛ» (Рівне) | 2022—2023 |

## Досягнення
- Чемпіонат України
  - Переможець: 2005
  - Друге місце: 2002
- Кубок України
  - Переможець: 2005
- Кубок Греції
  - Фіналіст: 2008